# Tobias Reichel
Tobias Reichel (* 18. August 1985) ist ein deutscher Fußballschiedsrichter.

## Karriere
Seit der Saison 2013/14 darf Reichel in der 3. Liga pfeifen, zur Saison 2017/18 folgte dann der Aufstieg in die 2. Bundesliga. Im Sommer 2020 wurde er zusammen mit Matthias Jöllenbeck zum „Schnuppern“ zum erweiterten Kader der Bundesliga-Schiedsrichter hinzugefügt. Die Schiedsrichter sollten im Rahmen dieser neuen Talentförderung Erfahrungen in einer hohen Spielklasse sammeln und so auf eine mögliche Beförderung vorbereitet werden. Seinen ersten Einsatz in der Bundesliga hatte er mit der Partie 1. FC Union Berlin gegen Eintracht Frankfurt (3:3).
Am 28. Mai 2021 gab der DFB offiziell den Aufstieg Reichels und seines Kollegen Jöllenbeck in den Kader der Schiedsrichter der 1. Bundesliga für die Saison 2021/22 bekannt.
Beruflich ist Reichel als Bürokaufmann bei einer privaten Krankenversicherung tätig.